# Barnwell Castle
Barnwell Castle är ett slott i Storbritannien.   Det ligger i grevskapet Northamptonshire och riksdelen England, i den sydöstra delen av landet, 110 km norr om huvudstaden London. Barnwell Castle ligger 36 meter över havet.
Terrängen runt Barnwell Castle är platt. Runt Barnwell Castle är det ganska tätbefolkat, med 160 invånare per kvadratkilometer. Närmaste större samhälle är Peterborough, 19,4 km nordost om Barnwell Castle. Trakten runt Barnwell Castle består till största delen av jordbruksmark.